# Comté de Boone (Arkansas)
Pour les articles homonymes, voir Comté de Boone.
Le comté de Boone est un comté de l'État de l'Arkansas aux États-Unis. Au recensement de 2010, il comptait 36 903 habitants. Son chef-lieu est Harrison. Il a en son sein le siège du Ku Klux Klan, en la ville de Zinc.

## Démographie
| 1870  | 1880   | 1890   | 1900   | 1910   | 1920   | 1930   | 1940   |
| ----- | ------ | ------ | ------ | ------ | ------ | ------ | ------ |
| 7 032 | 12 146 | 15 816 | 16 396 | 14 318 | 16 098 | 14 937 | 15 860 |

| 1950   | 1960   | 1970   | 1980   | 1990   | 2000   | 2010   | - |
| ------ | ------ | ------ | ------ | ------ | ------ | ------ | - |
| 16 260 | 16 116 | 19 073 | 26 067 | 28 297 | 33 948 | 36 903 | - |

## Comtés adjacents
Comté de Taney, Missouri (nord)
Comté de Marion (est)
Comté de Searcy (sud-est)
Comté de Newton (sud)
Comté de Carroll (ouest) 